# Pinterest
Pinterest est un site web américain mélangeant les concepts de réseautage social et de partage de photographies et d'images, lancé en 2010 par Paul Sciarra, Evan Sharp (en) et Ben Silbermann. Il permet à ses utilisateurs de partager leurs centres d'intérêt et passions à travers des albums de photographies glanées sur Internet. Le nom du site est un mot-valise des mots anglais pin et interest signifiant respectivement « épingle » et « intérêt ».

## Histoire

### Genèse
Cold Brew Labs Inc est fondée en août 2008 par Ben Silbermann, ancien employé de Google, et Paul Sciarra, qui travaillait auparavant pour une société de capital-investissement,. Paul Sciarra, dont la maison californienne sert de « bureau » improvisé, est le premier CEO de la société. Cold Brew Labs développe Tote, une application mobile pour iPhone permettant à ses utilisateurs de créer un « méta-catalogue » d'articles à partir des données fournies par les sites de vente en ligne. Ben Silbermann remarque que de nombreuses personnes utilisent l'application pour collecter des images de leurs produits favoris. Durant l'été 2009, il commence à travailler sur un projet de site web, baptisé Pinterest, basé sur ce type d'usage,. La même année, le fond FirstMark Capital (en) est le premier à investir dans la société. L'année suivante, il est suivi par différents business angels.

### Lancement du site
Depuis le lancement du site en version bêta, qui intervient en mars 2010, l'inscription nécessite une invitation. Une application mobile pour iPhone voit le jour un an plus tard. En 2011, de nouveaux investisseurs aident à financer la société, comme la firme de capital risque Bessemer Venture Partners (en), qui investit 10 millions de dollars, ou bien encore le fonds d'investissement Andreessen Horowitz, qui investit à hauteur de 27 millions. La société s'installe dans de vrais bureaux, situés à Palo Alto. Pinterest figure dans la liste des 50 meilleurs sites web de 2011 établie par le magazine Time.

### Accroissement du trafic
Au début de l'année 2012, la société compte seize employés. Son chiffre d'affaires reste faible et elle n'a pas atteint le seuil de rentabilité,. La société a recruté Tim Kendall, ancien responsable de la « monétisation » (director of monetization) de Facebook. L'ajout de liens vers les sites de commerce électronique permet à Pinterest de toucher des commissions sur les ventes. La popularité du service attire l'attention des sociétés voulant mettre en avant leurs produits en ouvrant un compte, comme le grand magasin Bergdorf Goodman ou Lands' End (en).
La croissance du nombre de visiteurs s'accélère à partir de la fin de l'année 2011 selon différentes sociétés d'analyse de trafic. En décembre, Pinterest se classe 10e parmi les réseaux sociaux les plus populaires aux États-Unis selon Experian Hitwise. D'après comScore, Pinterest attire 17,8 millions de visiteurs au mois de février 2012, contre 11,7 millions le mois précédent, et se classe 3e en termes de croissance parmi les sites américains. Experian estime, dans un rapport ne prenant pas en compte les visiteurs utilisant des smartphones et tablettes tactiles, que Pinterest est devenu en mars 2012 le troisième réseau social le plus populaire aux États-Unis derrière Facebook et Twitter. En mai, Alexa Internet classe Pinterest en 39e position parmi les sites les plus visités au monde, et à la 16e place sur le territoire américain.
En mars 2012, Paul Sciarra quitte la société et rejoint Andreessen Horowitz.
La valeur de Pinterest est estimée à 5 milliards de dollars US en 2014. En août 2016, Pinterest rachète l'application de bookmarking d'actualité Instapaper.
En juin 2017, à la suite d'une levée de fonds de 150 millions de dollars, le site atteint une valorisation de 12,3 milliards de dollars, ce qui en fait la neuvième startup au monde par la valeur, juste après WeWork. Début 2019, le site dépose son dossier d'entrée en Bourse, il compte 250 millions d'utilisateurs. En avril 2019, Pinterest lève via une introduction en bourse 1,4 milliard de dollars.
Alors que des internautes se plaignaient de bannissement de la part de Pinterest (plusieurs millions de comptes), l'entreprise justifiera en 2025 ces bannissements par des erreurs internes.

## Les cofondateurs
Ben Silbermann est originaire de West Des Moines, dans l'État de l'Iowa. Ses parents sont médecins spécialisés en ophtalmologie. Il étudie les sciences politiques à l'Université Yale, mais part à Washington en 2003, où il travaille dans un cabinet de consultants spécialisés dans les Technologies de l'information et de la communication (alias NTIC). Ben Silbermann s'installe ensuite à Palo Alto avec sa compagne. Elle est engagée par Facebook au service des ressources humaines, alors qu'il occupe durant deux ans un poste chez Google,.
Paul Sciarra étudie également à Yale, où il fait la connaissance de Ben Silbermann. Il travaille ensuite pour une société de capital-investissement avant de cofonder Cold Brew Labs.
Evan Sharp grandit à Chicago. Il étudie l'architecture à l'Université Columbia, puis fonde une société de graphisme. Il travaille pour Facebook avant de devenir le responsable du design de Pinterest.

## Fonctionnement
Pinterest propose à ses utilisateurs de se créer des collections d'images numériques qui ont attiré leur attention sur internet. L'ajout d'images peut se faire par l'intermédiaire du bouton pin it, un raccourci à intégrer directement dans le navigateur, ou par l'intermédiaire d'une démarche classique de téléversement via le bouton add du site Pinterest. Une fois l'image sélectionnée, celle-ci peut être catégorisée. Une légende peut aussi être renseignée.
Début mars 2013, Pinterest annonce le lancement d'outils analytiques pour les pages certifiées afin de permettre une meilleure analyse de ses performances.
En parallèle, le réseau enclenche sa stratégie de monétisation en testant fin 2013 le système des Promoted Pins (achat de « Pins » publicitaires) et des Rich Pins (Pins adaptés à la promotion produit). À la manière de Twitter, Pinterest tente ainsi de rentabiliser son activité grâce à une publicité affinitaire et ciblée, facturée aux entreprises.
Un an après le lancement des Promoted Pins, Pinterest lance les Cinematic Pins, son nouveau format publicitaire. Pour laisser plus de contrôle à ses utilisateurs, ces nouveaux formats permettent aux vidéos de s'animer lorsque l'utilisateur les fait défiler et de se figer lorsque celui-ci s'arrête.
En novembre 2015, Pinterest lance son outil de recherche visuelle. La fonctionnalité découle du problème propre à Pinterest qui est de trouver un produit présent sur une image ainsi que de décrire celui-ci. Grâce à un algorithme d'identification des objets, il est alors possible d'identifier le nom et la provenance d'un objet présent sur une image.
En janvier 2022, Pinterest se lance dans la réalité augmentée. Pinterest choisit de pousser son expérience utilisateur en proposant une nouvelle fonctionnalité. Désormais, il sera bientôt possible, partout dans le monde, de visualiser un meuble en réalité augmentée. Une première version prénommée « Try On For Home Decor » dévoilée le 31 janvier 2022 est une adaptation d’une autre fonctionnalité : « Try On ». Celle-ci permet aux utilisateurs d’essayer des produits de beauté en réalité augmentée.